# Praseodim
Praseodim (simbol Pr) este elementul chimic, din familia pământurilor rare, cu numărul atomic 59. A fost descoperit de Carl Auer von Welsbach în 1895. Cei mai răspândiți compuși sunt sulfatul și clorura de praseodim.

## Caracteristici
- Masa atomică: 140,90765 g/mol
- Densitatea la 20 °C: 6,48 g/cm³
- Punctul de topire: 931 °C
- Punctul de fierbere: 3212 °C